# Чистое (Шумихинский район)
Чи́стое — поселок в Шумихинском районе Курганской области. Расположен в 23 км к западу от Шумихи, на берегах одноименного озера.
Население — 56 чел. (2010).

## Транспорт
В посёлке находится платформа «Чистое» на линии «Курган» — «Чурилово», открытая в 1896 году.
Немного севернее посёлка проходит федеральная автомобильная дорога «Иртыш», на которой имеется автобусная остановка села Медведское с которой можно добраться до Шумихи, Кургана, Шадринска, Челябинска и Тюмени.

## История
До 1917 года входил в состав Каменной волости Челябинского уезда Оренбургской губернии. По данным на 1926 год железнодорожной разъезд Чистое состоял из 12 хозяйств. В административном отношении входил в состав Берëзовского сельсовета Шумихинского района Челябинского округа Уральской области.

## Население
| 1989 | 2002 | 2010 |
| ---- | ---- | ---- |
| 103  | ↘95  | ↘56  |

По данным переписи 1926 года на железнодорожном разъезде проживало 55 человек (24 мужчины и 31 женщина), в том числе: русские составляли 100 % населения.

## Улицы
Уличная сеть посёлка состоит из 4 улиц (Березовская, Красная Горка, Лесная, Энергетиков).